# Список наград и номинаций фильма «Человек-паук: Нет пути домой»
«Челове́к-пау́к: Нет пути́ домо́й» (англ. Spider-Man: No Way Home) — американский супергеройский фильм 2021 года, основанный на комиксах Marvel Comics о супергерое Человеке-пауке. Создан компаниями Columbia Pictures и Marvel Studios и вышел в прокат под эгидой Sony Pictures Releasing. Продолжение фильмов «Человек-паук: Возвращение домой» (2017) и «Человек-паук: Вдали от дома» (2019), а также 27-й по счёту кинокомикс в медиафраншизе «Кинематографическая вселенная Marvel» (КВМ) и заключительный в трилогии, начатой лентой «Возвращение домой». Также является кроссовером других фильмов о Человеке-пауке. Режиссёр — Джон Уоттс, сценаристы — Крис Маккенна и Эрик Соммерс. Центрального персонажа, Питера Паркера / Человека-паука, сыграл Том Холланд; также в ленте сыграли Зендея, Бенедикт Камбербэтч, Джейкоб Баталон, Джон Фавро, Джейми Фокс, Уиллем Дефо, Альфред Молина, Бенедикт Вонг, Тони Револори, Мариса Томей, Эндрю Гарфилд и Тоби Магуайр. По сюжету Питер Паркер обращается за помощью к Стивену Стрэнджу (Камбербэтч), чтобы скрыть от всего мира тайну личности Человека-паука, что приводит к открытию мультивселенной, из-за чего суперзлодеи из альтернативных реальностей проникают во вселенную Паркера.
Мировая премьера «Нет пути домой» состоялась 13 декабря 2021 года в Лос-Анджелесе. Фильм стал частью Четвёртой фазы КВM и вышел в кинопрокат в России 15 декабря, а в США — 17 декабря. Лента получила положительные отзывы со стороны критиков, которые высоко оценили сюжет, режиссуру, экшн-сцены и выступления актёров. «Нет пути домой» собрал более 1,9 млрд $ по всему миру, превзойдя «Вдали от дома» и став самым кассовым фильмом Sony Pictures. Кинокартина стала самым кассовым проектом 2021 года, расположилась на шестой строчке в списке самых кассовых фильмов в истории и считается самым успешным фильмом о Человеке-пауке.
«Человек-паук: Нет пути домой» удостоился номинации на кинопремию «Оскар», три премии Kids’ Choice Awards (победив во всех категориях), пять премий Critics’ Choice Super Awards (победив в трёх), девять премий «Сатурн» (победив в одной) и на прочие престижные награды. По итогам конкурса «Oscars Fan Favorite» на 94-й церемонии вручения «Оскара» сцена, в которой три Человека-паука объединяются, вошла в список пяти финалистов конкурса «Момент поддержки», заняв второе место; также эта сцена победила в конкурсе «Fan Favorite». Помимо прочего, и Холланд, и Гарфилд получили признание за свои выступления.

## Награды и номинации
| Награда                                           | Дата церемонии  | Категория | Номинанты и получатели                                                                          | Результат | Ист.          |
| ------------------------------------------------- | --------------- | --- | ----------------------------------------------------------------------------------------------- | --------- | ------------- |
| Оскар                                             | 27 марта 2022   | Лучшие визуальные эффекты | Келли Порт, Крис Вингер, Скотт Эдельштейн и Дэн Садик                                           | Номинация | [ 15 ]        |
| Американское общество специалистов по кастингу    | 23 марта 2022   | The Zeitgeist Award | Сара Хэлли Финн, Чейз Пэрис, Тара Фельдштейн Беннетт и Молли Дойл                               | Победа    | [ 16 ] [ 17 ] |
| ASCAP Awards                                      | 2 мая 2022      | Самый кассовый фильм года | Майкл Джаккино                                                                                  | Победа    | [ 18 ]        |
| ASCAP Awards                                      | 2 мая 2022      | Самые кассовые фильмы | Майкл Джаккино                                                                                  | Победа    | [ 18 ]        |
| Ассоциация кинокритиков Остина                    | 11 января 2022  | Лучшие трюки | «Человек-паук: Нет пути домой»                                                                  | Номинация | [ 19 ] [ 20 ] |
| BET Awards                                        | 26 июня 2022    | Лучшая женская роль | Зендея                                                                                          | Победа    | [ 21 ]        |
| Международный Голливудский кинофестиваль на Капри | 3 января 2022   | Лучший монтаж звука | «Человек-паук: Нет пути домой»                                                                  | Победа    | [ 22 ]        |
| Международный Голливудский кинофестиваль на Капри | 3 января 2022   | Лучшее сведение звука | «Человек-паук: Нет пути домой»                                                                  | Победа    | [ 22 ]        |
| Международный Голливудский кинофестиваль на Капри | 3 января 2022   | Лучшие визуальные эффекты | «Человек-паук: Нет пути домой»                                                                  | Победа    | [ 22 ]        |
| Премия общества Cinema Audio                      | 19 марта 2022   | Выдающиеся достижения в области сведения звука для кинофильма живого действия                                                                       | Вилли Бёртон, Кевин О’Коннелл, Тони Ламберти, Уоррен Браун, Ховард Лондон и Рэнди Кей Сингер    | Номинация | [ 23 ]        |
| Премия Гильдии художников по костюмам             | 9 марта 2022    | Выдающиеся достижения в области научно-фантастического/фэнтезийного кино                                                                            | Санья Эм Хэйс                                                                                   | Номинация | [ 24 ] [ 25 ] |
| Critics’ Choice Super Awards                      | 17 марта 2022   | Лучший супергеройский фильм | «Человек-паук: Нет пути домой»                                                                  | Победа    | [ 26 ] [ 27 ] |
| Critics’ Choice Super Awards                      | 17 марта 2022   | Лучший актёр супергеройского фильма | Эндрю Гарфилд                                                                                   | Победа    | [ 26 ] [ 27 ] |
| Critics’ Choice Super Awards                      | 17 марта 2022   | Лучший актёр супергеройского фильма | Том Холланд                                                                                     | Номинация | [ 26 ] [ 27 ] |
| Critics’ Choice Super Awards                      | 17 марта 2022   | Лучшая актриса супергеройского фильма | Зендея                                                                                          | Номинация | [ 26 ] [ 27 ] |
| Critics’ Choice Super Awards                      | 17 марта 2022   | Лучший кинозлодей | Уиллем Дефо                                                                                     | Победа    | [ 26 ] [ 27 ] |
| Ассоциация кинокритиков Джорджии                  | 14 января 2022  | За выдающиеся достижения в области кинематографа Джорджии                                                                                           | Джон Уоттс, Крис Маккенна, Эрик Соммерс                                                         | Победа    | [ 28 ]        |
| Golden Reel Awards                                | 13 марта 2022   | Выдающиеся достижения в области звукового монтажа — звуковые эффекты и закадровый звук художественного фильма                                       | Тони Ламберти и Стивен Тикнор                                                                   | Номинация | [ 29 ]        |
| Золотой трейлер                                   | 6 октября 2022  | Лучший оригинальный саундтрек | «Choose» (AV Squad)                                                                             | Номинация | [ 30 ] [ 31 ] |
| Золотой трейлер                                   | 6 октября 2022  | Лучший боевик | «Overdrive» (Big Picture)                                                                       | Номинация | [ 30 ] [ 31 ] |
| Золотой трейлер                                   | 6 октября 2022  | Лучший боевик/триллер в художественном фильме | «Jolly» (Project X/AV)                                                                          | Номинация | [ 30 ] [ 31 ] |
| Hollywood Music in Media Awards                   | 16 ноября 2022  | Лучший оригинальный саундтрек в научно-фантастическом фильме                                                                                        | Майкл Джаккино                                                                                  | Номинация | [ 32 ]        |
| Общество кинокритиков Хьюстона                    | 19 января 2022  | Лучшая координация трюков | «Человек-паук: Нет пути домой»                                                                  | Номинация | [ 33 ]        |
| Международная гильдия кинооператоров              | 25 марта 2022   | Премия Максвелла Вайнберга за публицистическое мастерство в кинофильме                                                                              | «Человек-паук: Нет пути домой»                                                                  | Победа    | [ 34 ]        |
| International Film Music Critics Association      | 17 февраля 2022 | Лучший оригинальный саундтрек к фэнтези/научной фантастике/фильму ужасов                                                                            | Майкл Джаккино                                                                                  | Номинация | [ 35 ]        |
| International Film Music Critics Association      | 17 февраля 2022 | Музыкальная кинокомпозиция года | «Arachnoverture» (Майкл Джаккино)                                                               | Победа    | [ 35 ]        |
| Irish Film and Television Awards                  | 12 марта 2022   | Лучшие визуальные эффекты | Эд Брюс и Эндрю Барри                                                                           | Номинация | [ 36 ]        |
| Кинопремия Японской академии                      | 10 марта 2023   | Выдающийся фильм на иностранном языке | «Человек-паук: Нет пути домой»                                                                  | Номинация | [ 37 ] [ 38 ] |
| Премия Лондонского кружка кинокритиков            | 6 февраля 2022  | Британский актёр года | Эндрю Гарфилд                                                                                   | Победа    | [ 39 ]        |
| Lumiere Awards                                    | 4 марта 2022    | Премия губернатора в области кино | «Человек-паук: Нет пути домой»                                                                  | Победа    | [ 40 ]        |
| MTV Millennial Awards                             | 10 июля 2022    | Победоносный фильм | «Человек-паук: Нет пути домой»                                                                  | Победа    | [ 41 ]        |
| MTV Movie & TV Awards                             | 5 июня 2022     | Фильм года | «Человек-паук: Нет пути домой»                                                                  | Победа    | [ 42 ]        |
| MTV Movie & TV Awards                             | 5 июня 2022     | Лучшая мужская роль | Том Холланд                                                                                     | Победа    | [ 42 ]        |
| MTV Movie & TV Awards                             | 5 июня 2022     | Лучший киногерой | Том Холланд                                                                                     | Номинация | [ 42 ]        |
| MTV Movie & TV Awards                             | 5 июня 2022     | Лучший кинозлодей | Уиллем Дефо                                                                                     | Номинация | [ 42 ]        |
| MTV Movie & TV Awards                             | 5 июня 2022     | Лучший поцелуй | Том Холланд и Зендея                                                                            | Номинация | [ 42 ]        |
| MTV Movie & TV Awards                             | 5 июня 2022     | Лучший бой | Люди-пауки завершают битву                                                                      | Номинация | [ 42 ]        |
| MTV Movie & TV Awards                             | 5 июня 2022     | Лучшая актёрская команда | Том Холланд, Эндрю Гарфилд и Тоби Магуайр                                                       | Номинация | [ 42 ]        |
| Kids’ Choice Awards                               | 9 апреля 2022   | Любимый фильм | «Человек-паук: Нет пути домой»                                                                  | Победа    | [ 43 ]        |
| Kids’ Choice Awards                               | 9 апреля 2022   | Любимый киноактёр | Том Холланд                                                                                     | Победа    | [ 43 ]        |
| Kids’ Choice Awards                               | 9 апреля 2022   | Любимая киноактриса | Зендея                                                                                          | Победа    | [ 43 ]        |
| Общество кинокритиков в Интернете                 | 24 января 2022  | Лучшие визуальные эффекты | «Человек-паук: Нет пути домой»                                                                  | Номинация | [ 44 ] [ 45 ] |
| Общество кинокритиков Сан-Диего                   | 10 января 2022  | Лучшие визуальные эффекты | «Человек-паук: Нет пути домой»                                                                  | Номинация | [ 46 ]        |
| Международный кинофестиваль в Санта-Барбаре       | 7 марта 2022    | Variety Artisans Award | Келли Порт                                                                                      | Победа    | [ 47 ]        |
| Сатурн                                            | 25 октября 2022 | Лучший фильм — экранизация комикса | «Человек-паук: Нет пути домой»                                                                  | Победа    | [ 48 ]        |
| Сатурн                                            | 25 октября 2022 | Лучший киноактёр | Том Холланд                                                                                     | Номинация | [ 48 ]        |
| Сатурн                                            | 25 октября 2022 | Лучшая киноактриса | Зендея                                                                                          | Номинация | [ 48 ]        |
| Сатурн                                            | 25 октября 2022 | Лучший киноактёр второго плана | Альфред Молина                                                                                  | Номинация | [ 48 ]        |
| Сатурн                                            | 25 октября 2022 | Лучшая киноактриса второго плана | Мариса Томей                                                                                    | Номинация | [ 48 ]        |
| Сатурн                                            | 25 октября 2022 | Лучшая режиссура | Джон Уоттс                                                                                      | Номинация | [ 48 ]        |
| Сатурн                                            | 25 октября 2022 | Лучший сценарий | Крис Маккенна и Эрик Соммерс                                                                    | Номинация | [ 48 ]        |
| Сатурн                                            | 25 октября 2022 | Лучший монтаж | Джеффри Форд и Ли Фолсом                                                                        | Номинация | [ 48 ]        |
| Сатурн                                            | 25 октября 2022 | Лучшие спецэффекты | Келли Порт, Крис Вингер, Скотт Эдельштейн и Дэн Садик                                           | Номинация | [ 48 ]        |
| Общество кинокритиков Сиэтла                      | 17 января 2022  | Лучшие визуальные эффекты | Келли Порт, Крис Вингер, Скотт Эдельштейн и Дэн Садик                                           | Номинация | [ 49 ]        |
| Общество кинокритиков Сиэтла                      | 17 января 2022  | Злодей года | Уиллем Дефо                                                                                     | Номинация | [ 49 ]        |
| Общество декораторов Америки                      | 22 февраля 2022 | Премия Общества декораторов Америки за лучшие достижения в области декораций/дизайна научно-фантастического или фэнтезийного художественного фильма | Розмари Бранденбург и Даррен Гилфорд                                                            | Номинация | [ 50 ]        |
| Общество специалистов по визуальным эффектам      | 8 марта 2022    | Выдающиеся визуальные эффекты в художественном фильме                                                                                               | Келли Порт, Джулия Нейгли, Крис Вингер, Скотт Эдельштейн и Дэн Садик                            | Номинация | [ 51 ] [ 52 ] |
| Общество специалистов по визуальным эффектам      | 8 марта 2022    | Выдающееся искусственное окружение в художественном фильме                                                                                          | Эрик Ле Дье де Виль, Томас Дотей, Райан Оллифф и Клер Ле Тефф (за сцену в Зеркальном измерении) | Победа    | [ 51 ] [ 52 ] |
| Общество специалистов по визуальным эффектам      | 8 марта 2022    | Выдающийся композитинг и освещение в художественном фильме                                                                                          | Зак Кэмпбелл, Фрида Нердал, Луис Корр и Кельвин Йи                                              | Номинация | [ 51 ] [ 52 ] |